# Moderkort

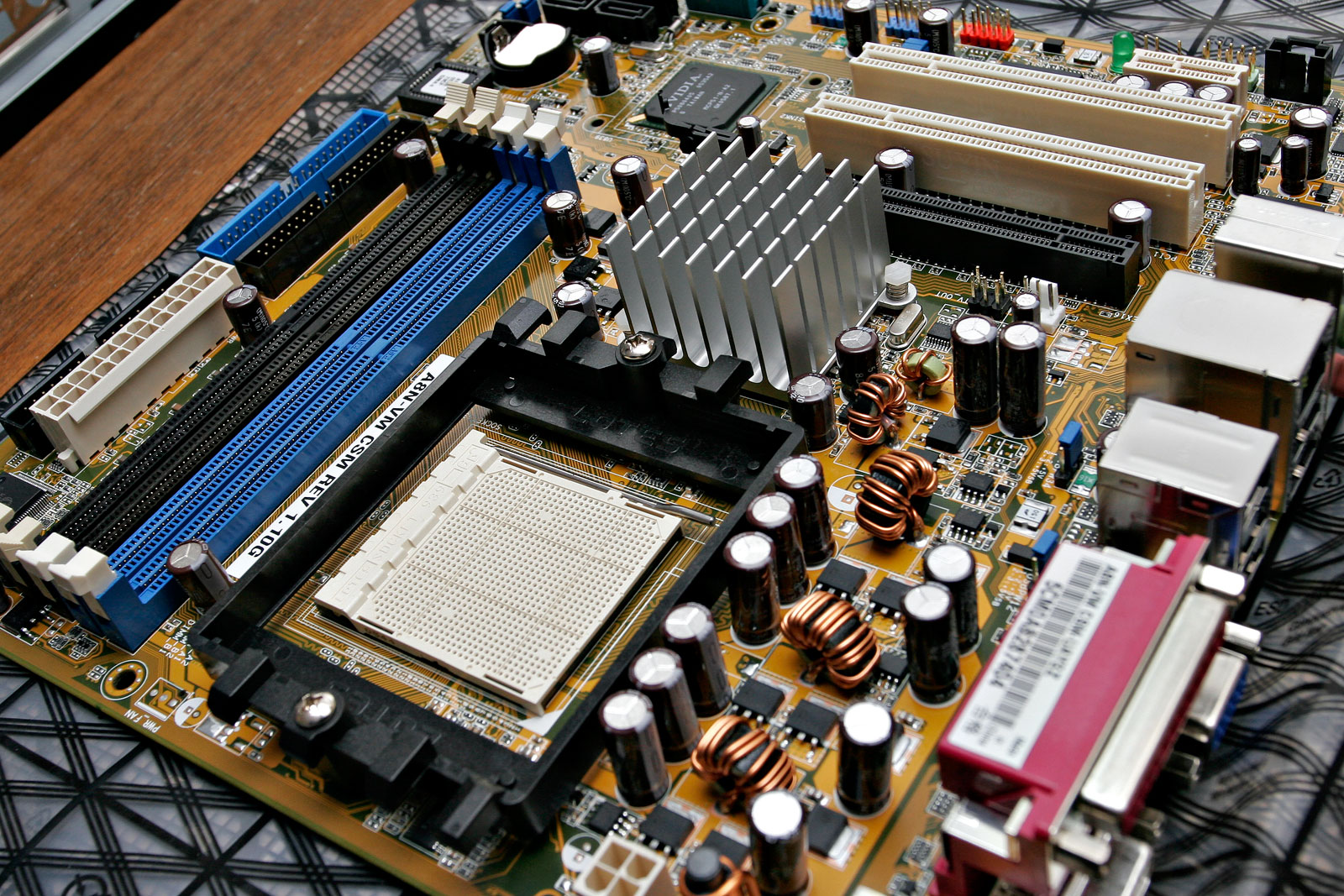
Asus A8N VM CSM moderkort. Till vänster i bild syns socklar för minne och processor.

Ett moderkort eller ett moderbord (äldre benämningar är systemkort och bakplan) är ett centralt kretskort försett med ett antal uttag där mindre kretskort kan kopplas in. Ett moderkort binder på så vis samman delarna i ett elektroniskt system, exempelvis i en dator, där uttagen till stor del utgörs av buss-anslutningar, strömförsörjning och anslutningar för andra kablar.
Denna artikel behandlar moderkort för datorer, närmare bestämt, x86-baserade persondatorer.

## Moderkort för persondatorer
Det finns ett antal standarder för moderkort till persondatorer. Det vanligaste idag är ATX (Advanced Technology Extended) och varianter av denna, som mini-ATX och microATX. ATX är alltså en industristandard som definierar hur alla de olika anslutningarna till moderkortet skall se ut, både elektriskt och mekaniskt. Standarden definierar också måtten på kortet och infästningarna till en tänkt låda. En föreslagen ersättare är BTX, som dock inte har slagit igenom.
Den första de-facto standarden för moderkort till x86-baserade persondatorer var AT-formatet som såg dagens ljus i och med att IBM lanserade IBM PC-AT 1984. AT är den direkta föregångaren till ATX. En del företag använder dock egna format, trots att de numera till stor del använder x86 processorer, det gäller bland andra Sun, Apple, och Dell.

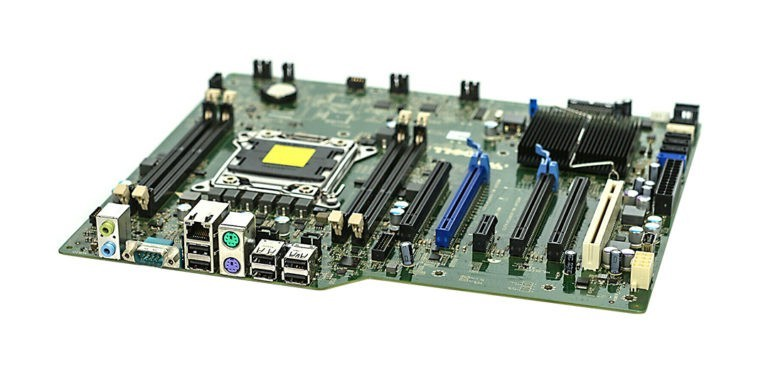
Moderkort Dell T3600

### Socklar för processorer
I en typisk dator monteras processorn samt andra grundläggande komponenter på moderkortet. Dessa kan monteras fast (lödas och/eller limmas) när moderkortet tillverkas, eller monteras i efterhand i en sockel på moderkortet. Det finns ett stort antal olika socklar eftersom typen varierar med såväl tillverkare som typ och generation av processor. Det är alltså inte samma sorts sockel för en AMD-processor som för en Intel-processor, inte heller samma för en Pentium III som för en Pentium 4.

### Övriga anslutningar
Ytterligare datorkomponenter så som hårddiskar, cd-rom-enheter och liknande, ansluts med kablar till moderkortet.
Moderkort i persondatorer har ett antal uttag kallade kortplatser (eng: slots) för att installera instickskort av olika slag. Det kan vara grafikkort, ljudkort, nätverkskort och ett flertal andra sorter. Moderna moderkort har nästan alltid nätverks- och ljudfunktioner inbyggt på kortet vilket gjort att det vanligaste instickskortet är grafikkortet.
Ett moderkort för en modern persondator har även ett antal portar för anslutning till yttre enheter. Några portar har färdiga kontakter lödda direkt på kortet, avsedda att vara mekaniskt åtkomliga från lådans utsida, medan andra ansluts via kablar. Det har traditionellt rört sig om serieportar (RS-232) och parallell-portar (Centronix), men de mest använda typerna är numera USB och Firewire.

### Busskontakter genom tiderna

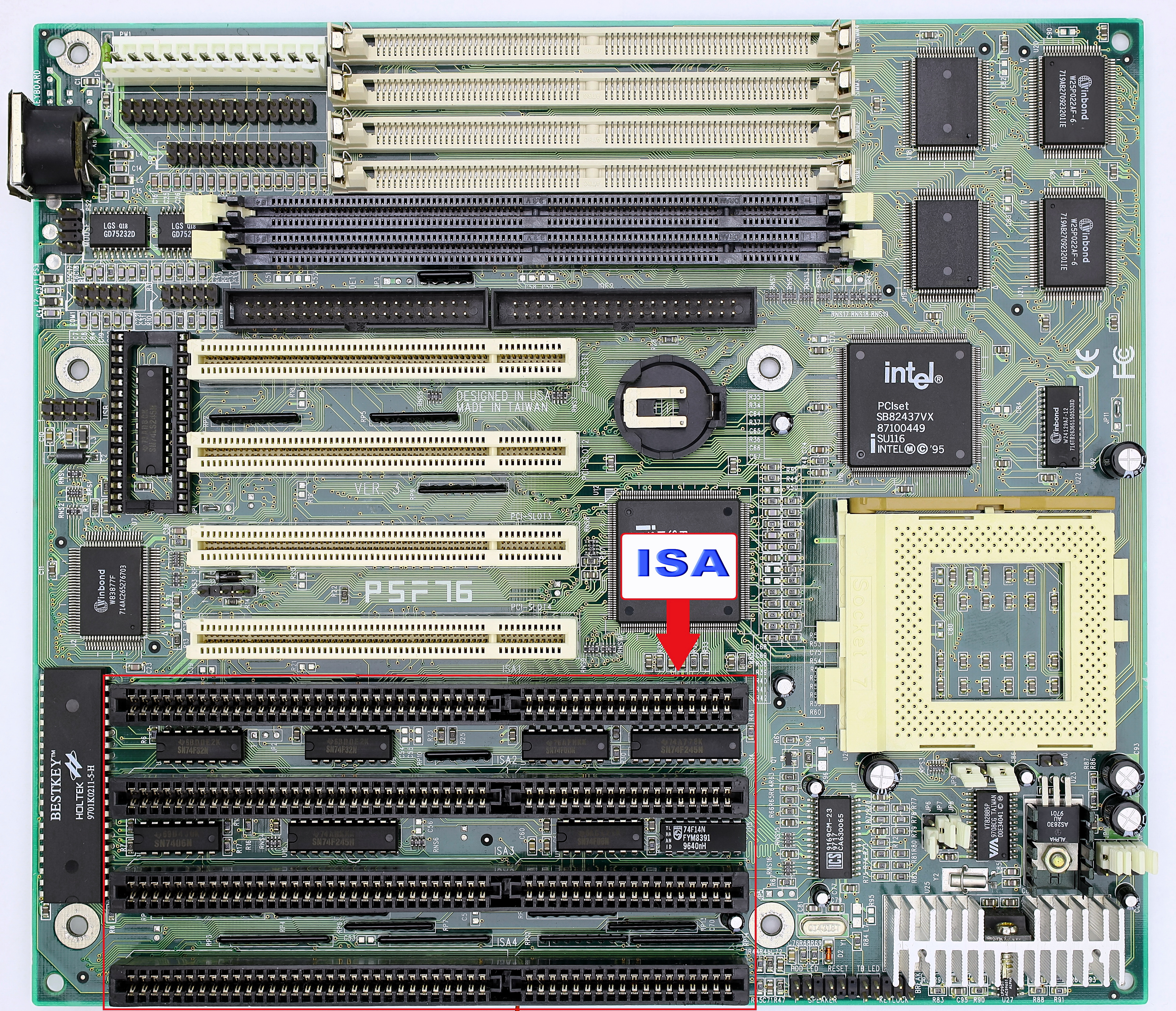
ISA-kortplatser markerat i rött. Den vänstra delen av ISA-platserna är den ursprungliga 8-bitarsdelen, och den högra, kortare, delen är 16-bitarsutbyggnaden. Ovanför ses fyra PCI-platser. Detta är ett Socket 5-moderkort från mitten av 1990-talet.

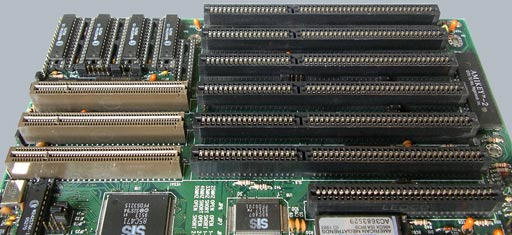
3 st. VESA Local Bus, de bruna kontakterna till vänster om 16-bitars ISA-bussarna. Detta är ett Socket 4, (486/487)-moderkort från början på 1990-talet.

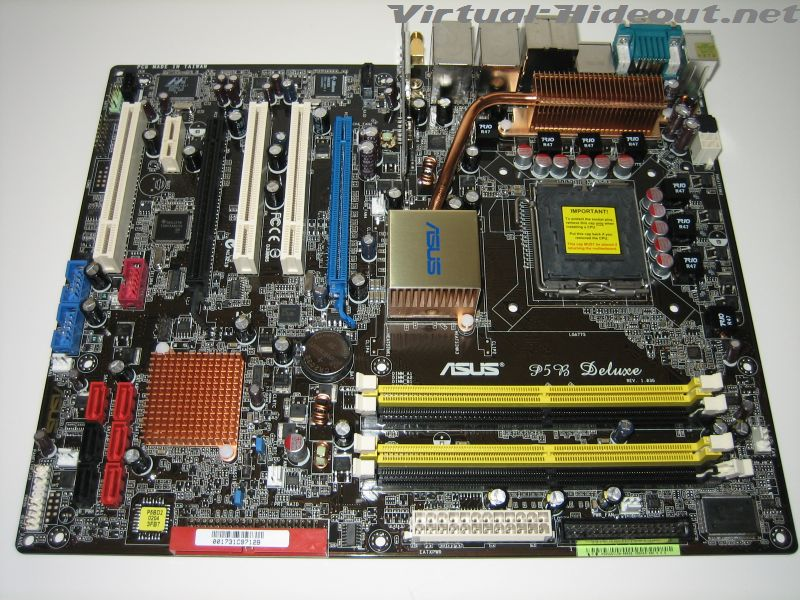
Ett moderkort från 2007 med PCI-Express- och SATA-kontakter.

Grafikkort och expansionskort har anslutits på ett flertal olika sätt genom åren:
- För 8088-datorer användes XT-kontakten (som var 8088-bussen direkt). Även kallad 8 bitars ISA-bus (4,77 MHz).
- 286- och 386-datorer använde den 16-bitar breda men lågt klockade AT-bussen som blev en flaskhals då den inte följde med processorernas allt högre frekvenser. Även kallad 16-bitars ISA-bus (8 MHz). Bakåtkompatibel med den föregående eftersom det var en utbyggnad med ytterligare kontaktbleck bakom 8-bitarsporten.
- De flesta av IBM:s PS/2:or använde MCA-bussen, vars största fördel var att man i princip kunde ha ett obegränsat antal kortplatser. Den var 32 bitar bred, stödde bus mastering och plug and play.
- EISA-bussen var en 32-bitarsbuss som under några år var populär på framförallt servrar. EISA var en förkortning för Extended ISA.
- 486-datorer kunde ha både AT- och PCI-kontakter och ofta en särskild kontakt för anslutning av grafikkort direkt till den för tiden snabba (och 32 bitar breda) 486-bussen, något som gick under namnet VESA Local Bus - vilket var ytterligare en påbyggnad på ISA-bussen rent fysiskt (korten blev därför mycket långa). På sådana typer av 486-kort kunde ofta ISA-bussen dessutom överklockas för bättre prestanda. VLB (som den ofta förkortas) var designad för 486-datorer och försvann när Pentium-datorerna kom.
- Pentium-datorer erbjöd i början endast den 32-bitar breda men relativt långsamma PCI-bussen för grafik (och övriga expansionskort). Det var vanligt att Pentium-moderkort även hade en eller flera 16-bitars ISA-kortplatser för bakåtkompatibilitetens skull.
- Senare fick grafikkorten en dedikerad AGP-kontakt med högre överföringshastighet. AGP finns i versionerna och hastigheterna 1x, 2x, 4x och 8x.
- Dagens datorer använder oftast PCI-Express.

Det skall också nämnas att icke-standardiserade moderkort, i till exempel bärbara datorer eller inbyggda system, kan ha anslutit (fastlödda) grafikkretsar på andra sätt, ofta direkt till processorbussen.